# Бруђине
Бруђине (итал. Brugine) је насеље у Италији у округу Падова, региону Венето.
Према процени из 2011. у насељу је живело 2249 становника. Насеље се налази на надморској висини од 6 м.

## Становништво
| 1931. | 1936. | 1951. | 1961. | 1971. | 1981. | 1991. | 2001. | 2011. |
| ----- | ----- | ----- | ----- | ----- | ----- | ----- | ----- | ----- |
| 6.012 | 6.106 | 5.373 | 4.430 | 4.186 | 4.612 | 5.225 | 6.107 | 6.812 |